# Prospect Theory
Die Prospect Theory, im Deutschen auch Prospect-Theorie, Prospekt-Theorie oder Neue Erwartungstheorie genannt, wurde 1979 von den Psychologen Daniel Kahneman und Amos Tversky als eine empirisch fundierte Alternative zur Erwartungsnutzentheorie vorgestellt. Kahneman erhielt 2002 den Nobel-Gedächtnispreis für Wirtschaftswissenschaften für dieses Konzept und die zugehörigen Forschungsarbeiten, die er gemeinsam mit Tversky durchgeführt hatte. Tversky war 1996 verstorben. Die Theorie beschreibt das Entscheidungsverhalten unter Bedingungen der Unsicherheit und stützt sich auf empirische Untersuchungen zu Lotterien (gambles), bei denen die Alternativen hinsichtlich ihrer Eintrittswahrscheinlichkeit und ihres monetären Erwartungswertes variieren. Die Prospect Theory ist heute ein fester Bestandteil der Verhaltensökonomik (englisch behavioral economics) und wird insbesondere in der ökonomischen Entscheidungstheorie angewendet.
Die Prospect Theory geht davon aus, dass das Risikoverhalten nicht allein auf der Grundlage des Erwartungsnutzens erfolgt, sondern auch von der subjektiven Wahrnehmung von Sicherheit und Verlustaversion beeinflusst wird. Empirisch zeigt sich, dass Individuen in Gewinnsituationen risikoavers handeln:  Eine sichere Auszahlung wird einem potenziell höheren, aber unsicheren Gewinn vorgezogen. Beispielsweise wird eine garantierte Auszahlung von 50 Euro bevorzugt, anstatt an einer Lotterie teilzunehmen, bei der mit 50 % Wahrscheinlichkeit 100 Euro gewonnen, aber auch mit 50 % Wahrscheinlichkeit nichts erhalten wird.
In Verlustsituationen kehrt sich dieses Verhalten um: Hier handeln Individuen eher risikofreudig, indem sie einen unsicheren, aber potenziell höheren Verlust einem sicheren, aber geringeren Verlust vorziehen. Diese Unterschiede spiegeln sich in einer S-förmigen Wertefunktion wider, die im Gewinnbereich konkav und im Verlustbereich konvex verläuft. Zusätzlich spielt der Endowment-Effekt eine Rolle, der besagt, dass Menschen Güter, die sich bereits in ihrem Besitz befinden, systematisch höher bewerten als solche, die sie erst erwerben müssten.

## Abgrenzung
Seit etwa 1940 basieren wirtschaftswissenschaftliche Theorien überwiegend auf der Annahme eines rational handelnden Individuums (Homo oeconomicus), das Entscheidungen auf Grundlage verfügbarer Informationen trifft, um Kosten zu minimieren und den eigenen Nutzen zu maximieren. Der Economist nutzt hierfür die Metapher des „Mr. Spock“ als idealtypischen, rein logisch denkenden Akteur. Während statistische Untersuchungen dieses Modell in bestimmten Bereichen stützen, zeigen sich in anderen Kontexten deutliche Abweichungen.
Der Homo oeconomicus ist eine zentrale Annahme der klassischen Ökonomie. Ihm werden uneingeschränkte Rationalität, konsequente Nutzenmaximierung, vollständige Informationsverarbeitung und Entscheidungsfindung ohne emotionale Einflüsse zugeschrieben. Obwohl dieses Modell des Homo Oeconomicus unrealistisch ist, hat dieses vereinfachte Menschenbild der modernen Nationalökonomie die enormen Fortschritte bei der Ausarbeitung ökonomischer Theorien und Modelle ermöglicht.
Die Prospect Theory modifiziert dieses strikt rationale Konzept, indem sie kognitive Verzerrungen (s. u.) berücksichtigt, die das Entscheidungsverhalten systematisch beeinflussen. Im Vergleich zu anderen Ansätzen der Verhaltensökonomik hat sie den Vorteil, dass sie mathematisch modellierbar ist und somit empirisch überprüft werden kann.

## Das mathematische Modell

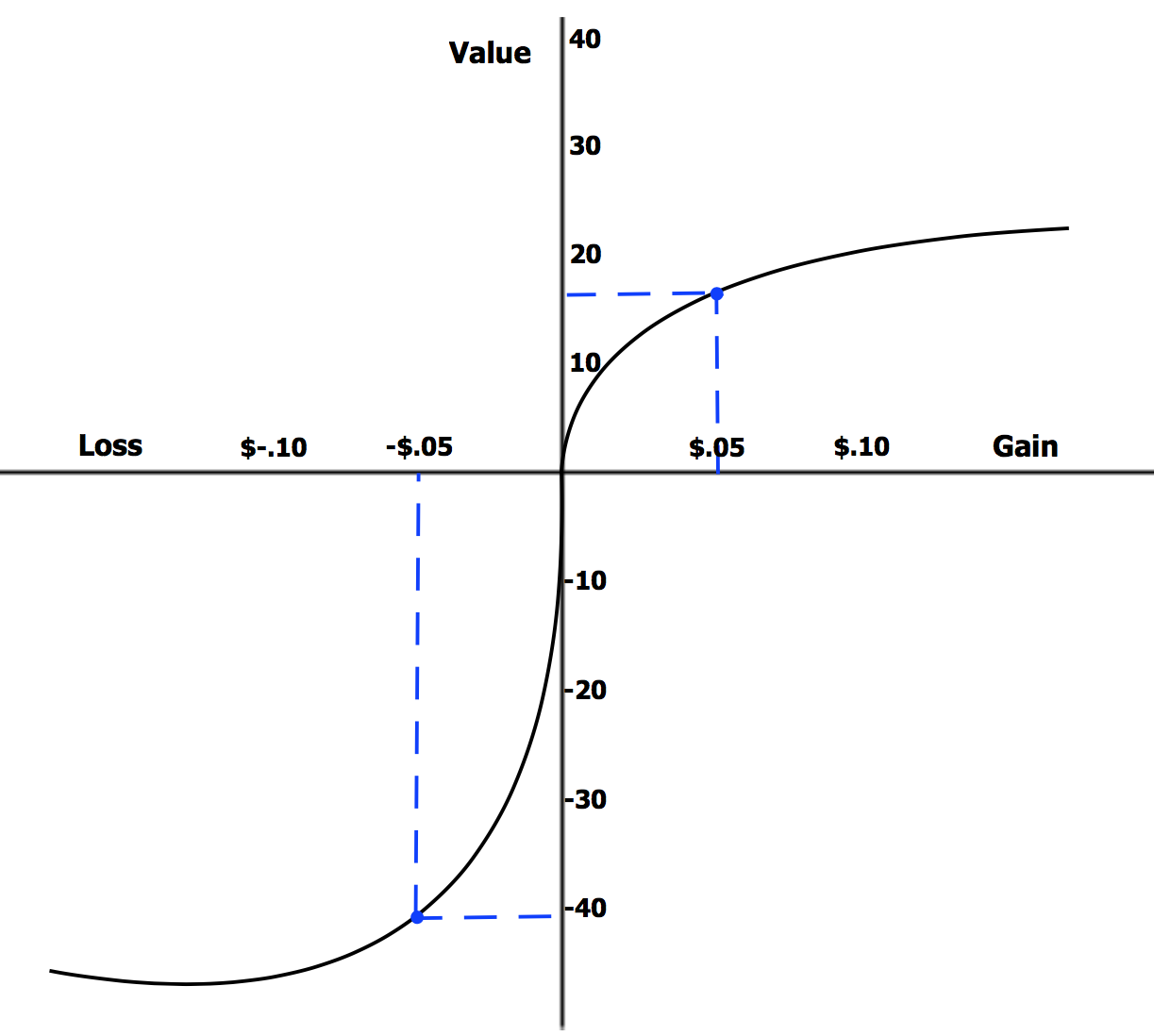
Wertfunktion

Von der Empirie ausgehend, beschreibt die Theorie, wie Individuen erwartete Gewinne bzw. Verluste bewerten. Entscheidungsprozesse werden in zwei Stufen gegliedert: editing (etwa: Bearbeitung) und evaluation (Bewertung). Zunächst werden die möglichen Resultate heuristisch geordnet: Ähnlichkeiten und Referenzpunkte werden festgelegt, so dass niedrige Ergebnisse als Verluste, höhere als Gewinne angesehen werden. Danach werden, ausgehend von den potentiellen Resultaten und ihren Eintrittswahrscheinlichkeiten, diesen Punkten Werte (Nutzen) zugeordnet. Die Alternative mit dem höchsten Nutzen wird dann gewählt.
Die einfachste Form einer Formel, die Kahneman und Tversky für die Bewertungsphase angeben, lautet:
{\displaystyle U=w(p_{1})v(x_{1})+w(p_{2})v(x_{2})+\dots ,}
wobei {\displaystyle x_{1},x_{2},\dots } die potentiellen Resultate und {\displaystyle p_{1},p_{2},\dots } ihre jeweiligen Eintrittswahrscheinlichkeiten abbilden.
{\displaystyle v} ist eine so genannte Wertfunktion, die einem Resultat einen Wert bzw. Nutzen zuordnet. Sie schneidet den Referenzpunkt (0;0), ist S-förmig und gewichtet, wie ihre Asymmetrie nahelegt, bei gleicher Varianz in absoluten Werten, Verluste stärker als Gewinne (loss aversion). Im Gegensatz zur Erweiterten Nutzentheorie werden nur Verluste und Gewinne, nicht aber absolute Beträge gemessen. Die Funktion {\displaystyle w} wird Wahrscheinlichkeits-Gewichtungsfunktion genannt und drückt aus, dass Individuen unwahrscheinliche Ergebnisse überbewerten und mittel- bis hochwahrscheinliche Ergebnisse unterbewerten.
Zwei Besonderheiten zeichnen die S-förmige Wertefunktion aus. Sie verläuft konkav im Bereich der Gewinne und konvex im Bereich der Verluste, außerdem ist sie steiler im Verlustbereich als im Gewinnbereich. Steigt der Gewinn, steigt die Wertschätzung, allerdings zunehmend langsamer. Die absolute Differenz zwischen zwei Gewinnen spielt also eine umso geringere Rolle, je größer das Ausgangsniveau bereits ist. Der konvexe Verlauf im Bereich der Verluste stellt sicher, dass das gleiche Phänomen auch im Verlustbereich auftritt. Demnach wird ein Anstieg des Verlustes im niedrigen Bereich schlechter bewertet als der gleiche Anstieg im höheren Bereich. Die Funktion verläuft steiler im Verlustbereich als im Gewinnbereich, da die Menschen Verluste höher gewichten als Gewinne.

## Wie kognitive Verzerrungen unser Verhalten unter Unsicherheit beeinflussen
Die Prospect Theory besagt, dass kognitive Verzerrungen (biases) das Verhalten unter Unsicherheit systematisch beeinflussen. Insbesondere reagieren Menschen stärker auf Verluste als auf Gewinne; sie investieren mehr Energie in die Vermeidung von Nachteilen als in die Erzielung von Vorteilen.
Diese Theorie geht auf die Arbeiten von Daniel Kahneman und Amos Tversky zurück. Ihre Experimente zeigten, dass Menschen Risiken nicht objektiv bewerten, sondern von psychologischen Verzerrungen geleitet werden. Für diese Erkenntnisse wurde Kahneman 2002 mit dem Nobelpreis für Wirtschaftswissenschaften ausgezeichnet, während Tversky bereits verstorben war. Sie deckten in ihren psychologischen Experimenten die folgenden Wahrnehmungsverzerrungen und Ursachen auf:
Ein zentrales Prinzip der Prospect Theory ist die verzerrte Wahrnehmung relativer Gewinne und Verluste. So erscheint eine Preissteigerung von 20 auf 40 bedeutsamer als eine von 220 auf 240, obwohl beide absolut gleich sind. Ähnlich verhält es sich mit den Sunk Costs (versunkenen Kosten): Wer viel Geld in die Reparatur eines Gebrauchtwagens investiert hat, wird ein günstigeres Alternativangebot oft ignorieren. Auch die finanzielle Illusion zeigt sich im Alltag: Ein Kunde wechselt wegen eines fünf Euro günstigeren Angebots den Laden bei Turnschuhen, bleibt aber bei einem Fernsehkauf trotz gleicher Preisdifferenz im ursprünglichen Geschäft.

### Selbstüberschätzung (Overconfidence-Effekt)
englisch overconfidence/over-confidentiality bias
Selbstüberschätzung (auch als Overconfidence-Effekt bekannt) führt dazu, dass Menschen ihre eigenen Fähigkeiten, ihr Wissen und ihren Einfluss auf zukünftige Ereignisse überschätzen. Dies zeigt sich in verschiedenen Formen:
- Überschätzung der eigenen Kompetenz und Risikobereitschaft: Personen halten sich für fähiger und mutiger, als sie tatsächlich sind.
- Illusion der Kontrolle: Selbst irrationale Handlungen, wie das Tragen eines bestimmten Kleidungsstücks als Glücksbringer, werden als wirksam für den Ausgang zukünftiger Ereignisse angesehen.
- Fehleinschätzung von Konkurrenten: Die Fähigkeiten anderer werden oft unterschätzt, was zu Fehlentscheidungen führen kann.
- Überschätzung des eigenen Wissens: Menschen neigen dazu, ihren Kenntnisstand und ihr Verständnis für komplexe Zusammenhänge zu überschätzen.[3]

### Zusätzliche Verzerrungen: Wie sich Fehleinschätzungen verstärken
Weitere kognitive Verzerrungen verstärken diese Tendenz:
- Ankereffekt (englisch anchoring effect): Eine einmal getroffene Aussage oder Meinung verfestigt sich und kann zur selbsterfüllenden Prophezeiung werden, selbst wenn die ursprüngliche Quelle nicht besser informiert war als man selbst.[3]
- Sturheitseffekt: Menschen halten an ihren Überzeugungen fest, selbst wenn neue Informationen dagegen sprechen.
- Nähe-Verzerrung: Bekanntes wird bevorzugt, während alternative Optionen ignoriert werden.
- Status-quo-Bias (englisch status quo bias): Infolge einer Status-quo-Verzerrung gehen Menschen größere Risiken ein, um eine bestehende Situation zu erhalten, als um eine Veränderung herbeizuführen.[3]

### Gewinn und Verlust: Warum Risiken oft falsch bewertet werden
Der Umgang mit Gewinn und Verlust ist ebenfalls stark verzerrt:
- Verlustaversion: Der Schmerz eines Verlustes wiegt schwerer als die Freude über einen gleichwertigen Gewinn, was oft zu irrationalem Verhalten führt (z. B. Dispositionseffekt). Das geht so weit, dass greifbare Vorteile nicht wahrgenommen werden, um die entferntere Chance des Versagens zu vermeiden.[3]
- Fehlgeleitete Prioritäten: Menschen verbringen übermäßig viel Zeit mit kleinen Entscheidungen, während große, wichtige Entscheidungen vernachlässigt werden.
- Unangebrachtes Bedauern: Zeit und Energie werden darauf verwendet, vergangene Fehlentscheidungen zu betrauern, obwohl dies keinen praktischen Nutzen hat.
- Dissonanzauflösung: Falsche Entscheidungen werden im Nachhinein schöngeredet, um kognitive Dissonanz zu reduzieren (Sturheit, Dissonanzauflösung).

### Unbewusste Einflüsse: Wie subtile Mechanismen Entscheidungen lenken
Darüber hinaus beeinflussen subtile psychologische Mechanismen Entscheidungen:
- Manipulation durch Framing: Entscheidungen fallen leichter, wenn sie als Verlustvermeidung dargestellt werden, und schwerer, wenn der Fokus auf möglichen Gewinnen liegt.
- Priming-Effekt (nach John A. Bargh): Frühere Erfahrungen und unbewusste Erwartungen beeinflussen aktuelle Entscheidungen. (Semantisches Priming).
- Situationsbewusstsein und Vorahnungen: Menschen verlassen sich auf intuitive Einschätzungen zukünftiger Entwicklungen, was sowohl hilfreich als auch irreführend sein kann (Situationsbewusstsein).[10]

Diese kognitiven Verzerrungen spielen eine zentrale Rolle in der Prospect Theory und beeinflussen maßgeblich wirtschaftliche, politische und persönliche Entscheidungen.

## Sonstiges
Die Prospect Theory beruht u. a. auf grundlegenden Überlegungen zur individuellen Nutzenfunktion von Daniel Bernoulli, deren Schwachstellen und Irrtümer Kahneman und Tversky im Rahmen ihrer Arbeit mit simplen Gedankenexperimenten offenbarten und ergänzten. In Kahnemans Buch "Schnelles Denken, langsames Denken" schrieb er hierzu:
"Man könnte sich ohne Weiteres vorstellen, dass Bernoulli selbst ähnliche Beispiele konstruiert und eine komplexe Theorie aufgestellt hätte, um ihnen Rechnung zu tragen; aus irgendeinem Grund tat er dies nicht. Man könnte sich auch vorstellen, dass ihm zeitgenössische Kollegen widersprochen oder spätere Wissenschaftler nach der Lektüre seines Aufsatzes Einwände erhoben haben, aber das geschah ebenfalls nicht." (S. 340)